# Wielandbrunnen (Weimar)

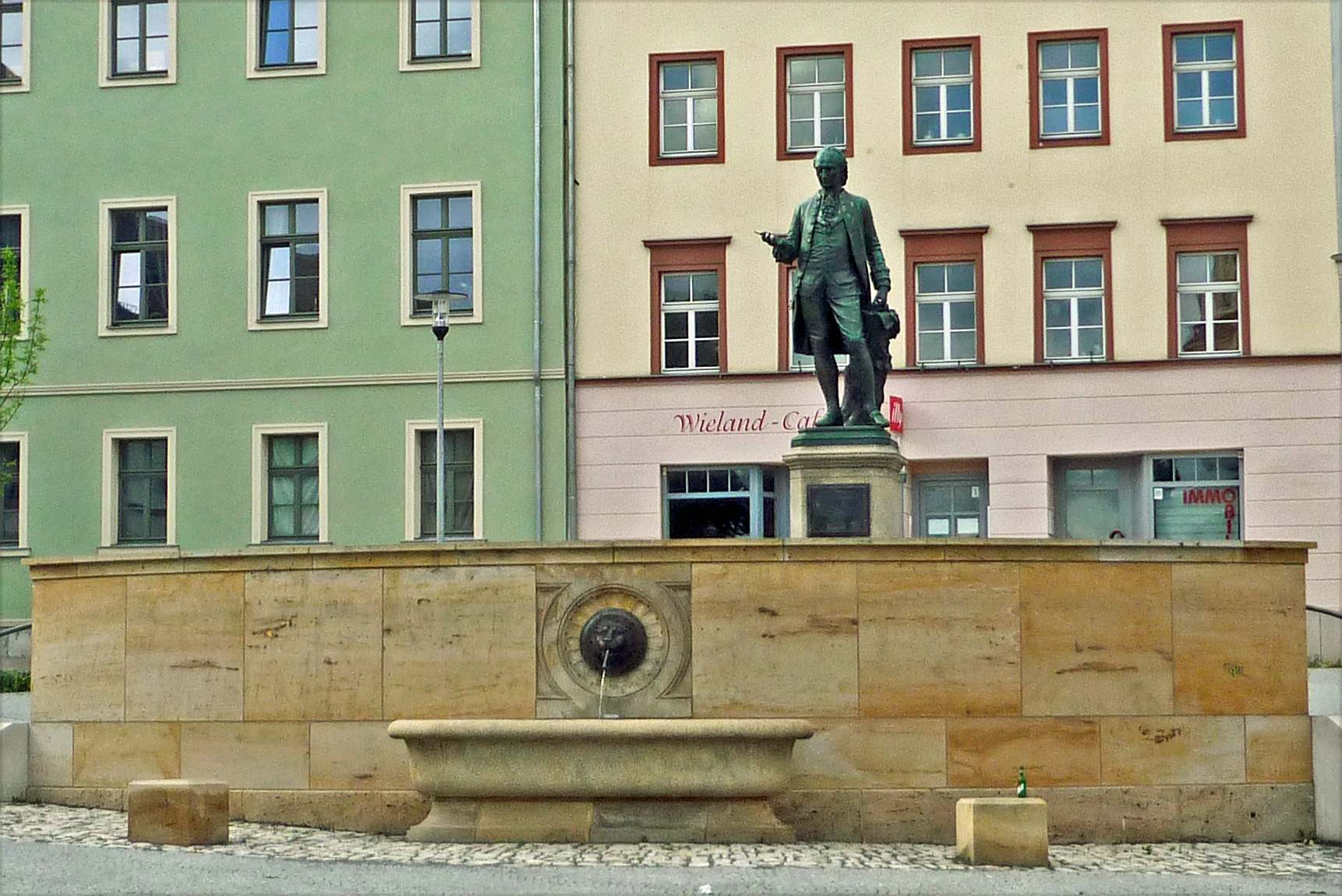
Wielandbrunnen in Weimar

Die  Wielandstatue und der Wielandbrunnen in Weimar wurde 1857 auf dem Platz vor dem Torhaus am Frauenplan von Hanns Gasser aufgestellt. Der bis 1847 hier befindliche Brunnen wurde vor das Haus der Frau von Stein umgesetzt und damit zum Brunnen am Haus der Frau von Stein. Möglicherweise war Carl Dornberger der Gestalter des Brunnens. Der Wasserausfluss an der Mauer aus Sandsteinblöcken mit einem gusseisernen Löwenkopf in einer Rosette ergießt sich in ein Granitbecken. Der Platz wurde bis 1860 umgestaltet. Der Wielandbrunnen musste 1969 dem Ausbau der Steubenstraße weichen. 1995 konnte er wieder der Öffentlichkeit übergeben werden. 2015 wurde er annähernd in dem Zustand des 19. Jahrhunderts rekonstruiert. Das Brunnenbecken wird durch zwei Absetzsteine flankiert.
Der Brunnen steht in der Liste der Kulturdenkmale in Weimar (Einzeldenkmale).